# Брентано, Франц
Фра́нц Брента́но (нем. Franz Brentano; 16 января 1838, Мариенберг — 17 марта 1917, Цюрих) — немецкий философ и психолог, провозвестник феноменологии и некоторых идей аналитической философии. Наиболее известен вкладом в философию психологии, в частности, он ввёл понятие интенциональности в современную философию. Брентано также внес значительный вклад в различные направления философии, такие как этика, логика, история философии и другие.

## Биография
Франц Брентано родился 16 января 1838 года в Мариенберге, Германия, в интеллигентной католической семье итальянско-немецкого происхождения.
Изучал философию и теологию, некоторое время прожил у доминиканцев в Граце, получил Ph.D в 1862 году за работу Von der mannigfachen Bedeutung des Seienden nach Aristoteles. Был посвящён в священнический сан в 1864 г., в 1873 сложил с себя духовный сан. В 1866 г. он стал приват-доцентом философии в Вюрцбурге, в 1873 г. был выбран там же профессором, но сразу же подал в отставку. Точно так же он отказался в 1880 г. от кафедры ординарного профессора философии в Вене, которую занимал с 1874 г., и продолжал читать лекции в том же университете в качестве приват-доцента.
Племянник поэта Клеменса Брентано, сын Кристиана и Эмилии Брентано, старший брат экономиста Луйо Брентано.

## Философские идеи
Его философские воззрения основываются отчасти на учении Аристотеля и его средневековых толкователей, отчасти на новейшей английской психологии. Из его сочинений важнейшие: «Die Psychologie des Aristoteles» (Майнц, 1867 г.), «Psychologie vom empirischen Standpunkte» (том 1, Лейпциг, 1874 г.).
Брентано утверждал, что «истинный метод философии не отличается от метода естественных наук» (лат. Vera philosophiae methodus nulla alia nisi scientiae naturalis est). Его взгляд на научную философию оказал громадное влияние на позднейших немецких философов, таких, как А. Мейнонг и Э. Гуссерль, а также на логический позитивизм.
Брентано считал, что в психологии нельзя рассматривать изолированные реакции, а также невозможно путём механических измерений дать ответ на вопрос о природе психических процессов. Он заложил предпосылки последующего развития вюрцбургской школы и гештальтпсихологии в целом.

### Интенциональность
Ф. Брентано наиболее известен повторным введением в оборот понятия интенциональность.
Всякий психический феномен характеризуется посредством того, что средневековые схоласты называли интенциональным (или же ментальным) внутренним существованием предмета, и что мы, хотя и в несколько двусмысленных выражениях, назвали бы отношением к содержанию, направленностью на объект (под которым здесь не должна пониматься реальность), или имманентной предметностью. Любой психический феномен содержит в себе нечто в качестве объекта, хотя и не одинаковым образом. В представлении нечто представляется, в суждении нечто утверждается или отрицается, в любви — любится, в ненависти — ненавидится и т. д. Брентано Ф. Избранные работы. / Составл., перев, с нем. В. Анашвили. - М.: Дом интеллектуальной книги, Русское феноменологическое общество, 1996. С. 33.
Брентано полагал, что взаимодействие субъекта и объекта (интенциональный акт) раскрывается в трех функциях:
идеация, т. е. представление объекта в форме отвлеченного образа, суждение о представленном образе как об истинном или ложном (юнговская функция мышления), эмоциональная оценка образа как желаемого или отвергаемого.

### Сочинения на немецком языке
- Die Abkehr vom Nichtrealen. Briefe und Abhandlungen aus dem Nachlass, ed. by F. Mayer-Hillebrand, Bern: Francke, 1952.
- Aristoteles Lehre vom Ursprung des menschlichen Geistes, Leipzig: Veit & comp., 1911 (2nd ed., intr. by Rolf George, Hamburg: Meiner, 1980).
- Aristoteles und seine Weltanschauung, Leipzig: Quelle & Meyer, 1911 (2nd ed., intr. by Rolf George, Hamburg: Meiner 1977).
- Briefe an Carl Stumpf 1867—1917, ed. by Gerhard Oberkofler, Graz: Akademische Drucks- und Verlagsanstalt, 1989.
- Deskriptive Psychologie, ed. by R. Chisholm and W. Baumgartner, Hamburg: Meiner, 1982.
- Das Genie. Leipzig: Dunker und Humblot, 1892.
- Geschichte der griechischen Philosophie, ed. by Franziska Mayer-Hillebrand. Bern: Francke, 1963.
- Geschichte der mittelalterlichen Philosophie im christlichen Abendland, ed. by Klaus Hedwig, Hamburg: Meiner, 1980.
- Geschichte der Philosophie der Neuzeit, ed. by Klaus Hedwig, Hamburg: Meiner, 1987.
- Grundlegung und Aufbau der Ethik, ed. by Franziska Mayer-Hillebrand, Bern: Francke, 1956.
- Grundzüge der Ästhetik, ed. by Franziska Mayer-Hillebrand, Bern: Francke, 1959.
- Kategorienlehre, ed. by Alfred Kastil. Leipzig: Meiner, 1933.
- Die Lehre vom richtigen Urteil, ed. by Franziska Mayer-Hillebrand, Bern: Francke, 1956.
- Meine letzten Wünsche für Österreich, Stuttgart: Cotta, 1895.
- Philosophische Untersuchungen zu Raum, Zeit und Kontinuum, ed. by Stephan Körner and Roderick Chisholm, Hamburg: Meiner, 1976.
- Psychologie vom empirischen Standpunkt, Leipzig: Duncke & Humblot, 1874. (2nd, enl. ed. by Oskar Kraus, 1924, Leipzig: Meiner).
- Religion und Philosophie, ed. by Franziska Mayer Hillebrand, Bern: Francke, 1954.
- Über Aristoteles, ed. by Rolf George, Hamburg: Meiner, 1986.
- Über die Zukunft der Philosophie, ed. by Oskar Kraus, Leipzig: Meiner 1929 (2nd ed., intr. by Paul Weingartner, Hamburg: Meiner, 1968).
- Über Ernst Machs «Erkenntnis und Irrtum», ed. by Roderick Chisholm and Johann Marek, Amsterdam: Rodopi, 1988.
- Untersuchungen zur Sinnespsychologie, Leipzig: Dunker und Humblot, 1907.
- Versuch über die Erkenntnis, ed. by Alfred Kastil, Leipzig: Meiner, 1925. (2nd enl. ed. by Franziska Mayer-Hillebrand, Hamburg: Meiner, 1970).
- Die Vier Phasen der Philosophie und ihr augenblicklicher Stand, ed. by Oskar Kraus, Leipzig: Meiner, 1926.
- Vom Dasein Gottes, ed. by Alfred Kastil, Leipzig: Meiner, 1929.
- Vom sinnlichen und noetischen Bewußtsein, (Psychologie vom empirischen Standpukt, vol. 3), ed. by Oskar Kraus, Leipzig: Meiner, 1928.
- Vom Ursprung sittlicher Erkenntnis, Leipzig: Dunker & Humblot, 1889 (2nd. ed. by Oskar Kraus, Hamburg: Meiner 1921).
- Von der Klassifikation der psychischen Phänomene, (Psychologie vom empirischen Standpunkt, vol. 2), Leipzig: Duncker und Humblot, 1911.
- Von der mannigfachen Bedeutung des Seienden nach Aristoteles, Freiburg: Herder, 1862.
- Wahrheit und Evidenz, ed. by Oskar Kraus, Leipzig: Meiner, 1930.
- Was für ein Philosoph manchmal Epoche macht, Wien: Hartleben, 1876.

### В переводе на русский язык
- Брентано, Ф. Избранные работы. — М., 1996.
- Брентано, Ф. О многозначности сущего по Аристотелю // Богословие. Философия. Культурология. Вып. 4. — СП6, 1997.
- Брентано, Ф. О происхождении нравственного познания / Пер. А. А. Анипко. — СПб.: Алетейя, 2000. — 202 с. — («Метафизические исследования. Приложение к альманаху»).
- Брентано, Ф. О многозначности сущего по Аристотелю. СПб. «ВРФШ».2012.
- Брентано, Ф. Психология Аристотеля в свете его учения о νους ποιητικός (перевод и комментарии И. В. Макаровой) // Историко-философский ежегодник’2002. — М.: «Наука», 2003. — С. 308—340.
- Брентано, Ф. Очерк о познании [фрагмент]; письмо к Антону Марти от 17.03.1905; 0б очевидности.[Фрагмент]; письмо к Гуссерлю от 9.01.1905 / Антология мировой философии. Т. 3. М., 1971.
- Брентано Ф. О любви и ненависти / Пер. с нем. А. А. Анипко

### В переводе на английский язык
- Aristotle and His World View, transl. by R. George and R.M. Chisholm. Berkeley: University of California Press, 1978.
- Descriptive Psychology, transl. by Benito Müller, London: Routledge, 1995.
- The Foundation and Construction of Ethics, transl. by Elizabeth Schneewind, New York: Humanities Press, 1973.
- «The Four Phases of Philosophy and Its Current State», B. Mezei and B. Smith (eds.) The Four Phases of Philosophy, Amsterdam: Rodopi, 1998.
- On the Existence of God, transl. by Susan Krantz, Dordrecht: Nijhoff, 1987.
- On the Several Senses of Being in Aristotle, transl. by Rolf George, Berkeley: University of California Press, 1975.
- The Origin of the Knowledge of Right and Wrong, transl. by Cecil Hague, Westminster: Archibald Constable, 1902 (2nd transl. The Origin of Our Knowledge of Right and Wrong, by Roderick Chisholm and Elizabeth Schneewind, London: Routledge, 1969).
- Philosophical Investigations on Space, Time, and the Continuum, transl. by Barry Smith, London, New York: Croom Helm, 1988.
- Psychology from an Empirical Standpoint, transl. by A.C. Rancurello, D.B. Terrell, and L. McAlister, London: Routledge, 1973. (2nd ed., intr. by Peter Simons, 1995).
- The Psychology of Aristotle, transl. by Rolf George. Berkeley: University of California Press, 1977.
- Sensory and Noetic Consciousness. Psychology from an Empirical Standpoint III, transl. by M. Schättle and L. McAlister. London: Routledge, 1981.
- The Theory of Categories, transl. by Roderick Chisholm and Norbert Guterman, The Hague: Nijhoff, 1981.
- The True and the Evident, transl. by Roderick Chisholm, Ilse Politzer, and Kurt Fischer. London: Routledge, 1966.